# Jefferson Street
Jefferson Street – stacja metra nowojorskiego, na linii L. Znajduje się w dzielnicy Brooklyn, w Nowym Jorku i zlokalizowana jest pomiędzy stacjami Morgan Avenue i DeKalb Avenue. Została otwarta 14 grudnia 1928.